# Club de la construcción

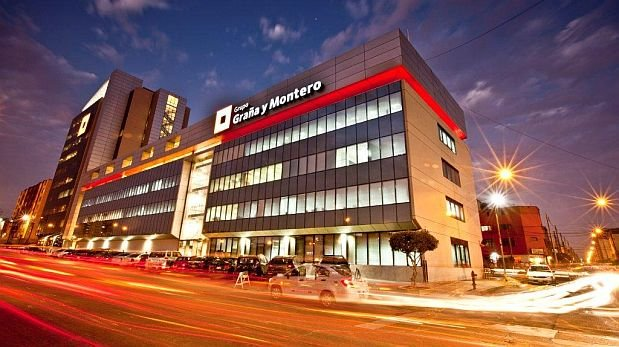
Sede de la empresa constructora Graña y Montero, presunto integrante del Club de la Construcción.

El Club de la construcción es el nombre dado a una presunta concertación ilícita de constructoras en el Perú (entre nacionales y extranjeras) para repartirse obras adjudicadas por el Ministerio de Transportes y Comunicaciones del país (MTC). Es investigada por la Fiscalía anticorrupción desde 2017, con el aporte de aspirantes a colaboradores eficaces.
Los casos que involucran al grupo de empresas investigadas estuvieron en 2020 en manos de los fiscales Germán Juárez y Hamilton Montoro, del Equipo Especial del caso Lava Jato. Los delitos que se están investigando son tráfico de influencias, lavado de activos y asociación ilícita para delinquir.  También estuvo en manos del Indecopi, debido a que la institución se encargó de revelar las negociaciones con el Estado que datan de 2002 y de sancionar económicamente a las responsables por competencia desleal.

## Contexto

### Antecedentes
La tesis de la fiscalía es que el Club de la Construcción habría actuado durante el gobierno de Ollanta Humala, entre agosto de 2011 y junio de 2014. Sin embargo, se presume que ya existía desde mucho antes y que solo se reactivó en dicho gobierno. El Instituto Nacional de Defensa de la Competencia y de la Protección de la Propiedad Intelectual acreditó que las prácticas de corrupción de empresas datan de 2002.
Raymundo Trindade Serra, ex apoderado de Odebrecht, y testigo del Caso Lava Jato, al ser interrogado por los fiscales peruanos en febrero de 2019, declaró que el Club de la construcción existía en el Perú desde la segunda mitad de la década de 1990, y que su formación se debió a un cambio en la legislación durante el gobierno de Alberto Fujimori. Dicho cambió habría facilitado el direccionamiento de licitaciones a cambio de sobornos de las constructoras.

### Empresas involucradas
Las empresas en cuestión serían más de 25, entre las que se cuentan las peruanas Obrainsa, Graña y Montero, ICCGSA, JOHESA, Grupo Plaza, Cosapi, San Martín Contratistas Generales, Málaga Hermanos, H & H Casa; y las brasileñas Odebrecht, OAS, Andrade Gutierrez, Queiroz Galvao, Mota-Engil. Según Convoca, se involucraron en 112 licitaciones infladas que habrían generado pérdidas de 1318 millones de soles al Estado peruano.
Graña y Montero fue una de las mayores constructoras incluidas en la investigación de 2019. Al igual que la brasileña Odebrecht, la empresa participó en algunas obras, principalmente en megaproyectos como el Metro de Lima y el gasoducto del Sur.
Obras de Ingeniería (Obrainsa) también se encargó de la construcción de obras emblemáticas valoradas en cientos de millones de soles. Fundada a partir de la desaparecida Ingeniería y Construcción en los años 2000, quebró en 2018.
San Martín Contratistas Generales fue otra de las empresas involucradas en la presunta concentración, debido a que uno de los integrantes de la familia Miu Lei realizaba operaciones con terrenos de origen cuestionable. Su implicación se descubrió a partir de las declaraciones de uno de sus familiares en el caso Chibolín. San Martín Contratistas Generales fue declarado tercero responsable por el Poder Judicial en 2019.
Por otro lado, OAS, al igual que Odebrecht, se ha acogido a la colaboración eficaz con la Fiscalía peruana, ha reconocido haber pagado US$ 25 millones al Club de la Construcción, para ser incorporado como miembro del mismo.

### Promotores del Club
Las investigaciones determinaron que los principales promotores y organizadores del Club de la Construcción fueron el lobista Rodolfo Prialé de la Peña y el exasesor del Viceministerio de Transportes Carlos Eugenio García Alcázar. Se ordenó la prisión preventiva de ambos, aunque solo logró ser capturado García. Los dos se acogieron a la Ley de Colaboración Eficaz y están actualmente en libertad, negociando un acuerdo de colaboración eficaz con el Equipo Especial del Caso Lava Jato.
Otros operadores habrían sido Elard Paul Tejeda Moscoso (gerente de Obrainsa), Félix Erdulfo Málaga Torres (gerente general de Constructora Málaga Hermanos), Luis Humberto Prevoo Neira y Guillermo Reynoso Medina, estos dos últimos exsocios de Prialé.

### Modus operandi
De acuerdo con el testimonio de los aspirantes a colaboradores, este habría sido el procedimiento de la corrupción: Una vez realizada las licitaciones públicas en la página de Provías Nacional (entidad del MTC), los representantes legales de las empresas interesadas se reunían con Rodolfo Edgardo Prialé de la Peña, para acordar cuál sería la firma ganadora. El acuerdo tomado se informaba a Carlos Eugenio García Alcázar, funcionario del MTC, quien era el encargado de hacer el otorgamiento de la Buena Pro a la empresa designada. Asimismo, en dichas reuniones se determinaba que la compañía ganadora debía realizar un pago ascendente del 2.92% a 5 % del valor referencial de la obra, que era entregado a Prialé de la Peña.
Pero tras la aprobación de la ley contra el lavado de activos, se acordó que los pagos se justifiquen a través de falsos contratos de servicios o suministro de agregados. Así, cuando una empresa del Club de la Construcción "ganaba" la licitación, firmaba un contrato con alguna de las empresas de Prialé: Lual Contratistas Generales, P y P Contratistas Generales, RAL Contratistas y Servicios Generales, Granja Juan Diego Vascos, Agronegocios Procam y Terrapuerto Wari. Luego, a través de García Alcázar, Prialé y Prevoo se encargaban de dar las coimas a los funcionarios del MTC, quienes daban el visto bueno a los acuerdos.

#### Estructura del Club
Según la tesis de la fiscalía, el Club de la Construcción era una organización criminal conformada por tres componentes:

- El primer componente estaría integrado por diversas empresas nacionales y extranjeras dedicadas al rubro de la construcción.
- El segundo componente era Rodolfo Prialé de la Peña, quien fungía de representante de las empresas constructoras, quien se encargaba de transmitir la decisión del 'club' al entonces funcionario del MTC, Carlos García Alcázar.
- El tercer componente, que según la fiscalía estaba constituido por los funcionarios y/o servidores del MTC Carlos Paredes Rodríguez, Carlos García Alcázar, Marco Antonio Garnica Arenas (ex gerente de la Unidad Gerencial de Provías Nacional) y a los ex miembros del comité de contratación del MTC. Además, de José Guillermo Paredes Rodríguez, hermano del ex ministro [quien era el intermediario entre éste y el Club].

## Casos

### Presuntas coimas en la gestión de Carlos Paredes
Entre las autoridades de alto rango involucradas está el exministro de Transportes y Comunicaciones Carlos Paredes Rodríguez, uno de los hombres fuertes de Ollanta Humala, que estuvo en dicho despacho entre 2011 y 2014, precisamente en la época en que funcionó el Club. De acuerdo con el testimonio de uno de los colaboradores eficaces, el nexo de Paredes con los promotores del Club habría sido su hermano José “Pepe” Paredes Rodríguez, a cuyas manos habrían ido a parar 17 millones de soles de las coimas.
Según testimonios de un aspirante a colaborador eficaz, el exministro Paredes era muy exigente en apurar los pagos que debía hacer el Club, luego de que se adjudicaban las obras a las empresas, pero Carlos García le explicaba que debía esperar pues era necesario que las empresas justificaran la salida del dinero. El 18 de mayo de 2019, el Juzgado de Investigación Preparatoria de la Corte Suprema de Justicia, a pedido de la fiscal de la Nación, Zoraida Ávalos, dictó ocho meses de impedimento de salida del país para Carlos Paredes. También se le impuso una medida de impedimento de Salida del País en el Caso Gaseoducto del Sur pero por 18 meses.

### Aportes al Partido Peruanos por el Kambio en 2016
En febrero de 2019, la prensa dio a conocer el testimonio de uno de los aspirantes a colaborador eficaz, según el cual, el expresidente Pedro Pablo Kuczynski recibió un aporte de cien mil dólares de parte del Club de la Construcción para financiar su campaña electoral del 2016 (la misma que lo llevó a la presidencia de la República, con Martín Vizcarra como primer vicepresidente). En la reunión para el ilícito pago habrían estado presentes Martín Vizcarra como jefe de campaña, Kuczynski como presidente del partido y Alfonso Grados Carraro como secretario de economía. Consultado el presidente Vizcarra sobre dicha revelación, respondió que se trataba de una patraña, que su participación en la campaña de 2016 fue solo política, y que no intervino para nada en las finanzas del partido. Más bien, adujo, que él había sido el primero en denunciar y combatir al Club de la Construcción, cuando fue ministro de Transportes y Comunicaciones en el 2016-2017.
Marcos Prialé Marquina fue personero de PPK el 2016 y Rodolfo Priale de la Peña es señalado por muchos testigos como el enlace entre los funcionarios públicos y las empresas miembros del “Club de la Construcción”.
Los presuntos US$ 100,000 entregados no están registrados ante la Oficina Nacional de Procesos Electorales (ONPE). Sobre este caso, Grados, un testigo aseguró que “no he participado en una reunión de ese tipo, mucho menos he recibido efectivo. Esa declaración involucrando al señor Martín Vizcarra, al señor Prialé en una reunión de ese tipo, lo descartó totalmente”.
El 15 de marzo de 2022, el Poder Judicial dicto 30 meses de Impedimento de Salida del País contra el expresidente Pedro Pablo Kuczynski, así como al exministro de Trabajo, Alfonso Grados Carraro; el ex secretario de personería jurídica del partido, Carlos Portocarrero Mendoza; el extesorero del partido, José Labán Ghiorzo y el lobista Carlos Prialé Marquina. Además de Giovanna Violeta López, hermana del ex congresista Gilbert Violeta, y del ex contador, Manuel Ramos Guillén.

### Caso Cocteles: Financiamiento a Fuerza Popular
Este caso se encuentra en manos del fiscal José Domingo Pérez, quien recogio el testimonio de Jorge Yoshiyama, sobrino del exsecretario general del Partido, Jaime Yoshiyama, asegurando al Equipo Especial Lava Jato que varios empresarios del ‘Club de la Construcción’ financiaron con dinero en efectivo, y en secreto, la campaña electoral de Keiko Fujimori en el 2016.
Entre los empresarios que hicieron aportaciones a la campaña naranja se encuentra Jorge Peñaranda Castañeda, de Alpha Consult, quien fue detenido por haber recibido sobornos de Odebrecht y cuyo juicio se celebró en 2023. En su confesión, Jorge Yoshiyama dijo que Keiko Fujimori le pidió convocar a empresarios a fin de que donen diez mil dólares cada uno para su campaña electoral.
El monto total recaudado por Jorge Yoshiyama fue de 40 mil dólares, sin embargo, Yoshiyama Sasaki aseguró que los aportes se habrían incrementado. Según su relato, otros empresarios hicieron pagos mensuales para la campaña presidencial de 2016, por la suma de 400 mil soles. En su confesión, Yoshiyama contó que entre 2013 y fines de 2015, los empresarios le entregaron mil soles mensuales, en efectivo, a Jorge Yoshiyama, quien a su vez se los entregaba a Keiko Fujimori. Además, dijo que, en 2015, Keiko Fujimori “pidió que el monto a donar se subiera a mil dólares, como me parece que fueron los últimos seis meses del año”.
También reveló que una vez dado algunos aportes, Keiko Fujimori se reunió con algunos miembros del Club para pedir unos fondos adicionales, esto durante las campañas del 2011 y 2016.

### Sobornos en Palacio de Gobierno
En la investigación sobre el caso Club de la construcción se revelaron un supuesto beneficio económico que habrían recibido el expresidente Ollanta Humala y su esposa, la ex primera dama, Nadine Heredia a cambio del otorgamiento de licitaciones a un grupo de empresas durante su gobierno. Obras que, según varios testigos, tuvieron como intermediarios para la recepción de los sobornos a dos personas de la entera confianza del exmandatario: José Paredes Rodríguez, compañero de Humala cuando estaba en la Escuela Militar de Chorrillos, y su hermano, Carlos Paredes, extitular del Ministerio de Transportes y Comunicaciones (MTC).
El 7 de octubre del 2011, en Palacio de Gobierno, Humala le comunicó a José Paredes que Heredia había aceptado la propuesta, según los testimonios. Eso sí, siempre y cuando ella revisara «el avance de la adjudicación de las obras para tener control», agregó el colaborador N.º 09-2019. Un mes y medio después, el 21 de noviembre de ese año, se realizó el primero de muchos pagos que se hicieron a Ollanta Humala, por US$500 mil en Palacio de Gobierno.
Según el pedido de formalización de una investigación preparatoria contra Humala y Heredia por este caso, «la comisión estimada, de acuerdo con las obras licitadas, vinculada a la labor de intermediación que realizó José Paredes con Carlos García Alcázar y Ollanta Humala, osciló entre los 16 y 18 millones de dólares», aunque una parte de ese dinero se habría quedado en manos de algunos operadores del «club». Este documento estuvo en revisión por la fiscal de la Nación y fue remitido al Congreso para el levantamiento de su inmunidad. En 2024 el caso fue archivado.
Para el Ministerio Público, existen evidencias de la participación que habrían tenido Humala y Heredia en este caso, lo que permitiría acusarlos por los delitos de cohecho pasivo, colusión y asociación ilícita para delinquir. Tras esta confesión, el Ministerio Público incluyó a la ex primera dama, Nadine Heredia, en la investigación preparatoria del Club de la Construcción, por los delitos de colusión y asociación ilícita para delinquir.

### Omisión en la SUNAT
La fiscal suprema provisional, Bersabeth Revilla, dispuso abrir una investigación preliminar de 60 días contra Tania Quispe Mansilla, exsuperintendente de la Sunat, y personas relacionadas por los presuntos delitos de omisión de deberes funcionales y contra la administración pública (peculado en agravio del Estado).

### Presuntas coimas en la Región San Martin
En el 2013, se convocaron otros dos grandes procesos de licitación tres semanas antes de que Villanueva asumiera el cargo de primer ministro en el gobierno de Ollanta Humala. En la primera licitación se incluyeron cinco obras: el mejoramiento de los centros de salud en Picota, Saposoa, San José de Sisa y en los hospitales de Tocache y Bellavista. La obra se adjudicó por S/18 millones más de lo que se había presupuestado, según reveló El Comercio. Los ganadores fueron C&T, Sainc Ingenieros Constructores (SIC) y CASA.
El fiscal Germán Juárez, miembro del equipo especial Lava Jato, abrió investigación preliminar contra el ex primer ministro, César Villanueva, el funcionario Silva Dávila, los empresarios Luis Carrasco Palomo y Jaime Sánchez Bernal de CASA; Julio Chung Ríos y Marco Tong Pizango de C&T; Elías Tapia Julca, de Acruta Tapia Ingenieros S.A.C., así como a Víctor Noriega, exgobernador regional de San Martin.
Silva Dávila (quien fue hombre de confianza de Villanueva) también fue presidente del comité de esta millonaria licitación. Según las declaraciones, C&T le entregó en sobornos un total de S/1′565.177 entre noviembre del 2013 y diciembre del 2016, más un departamento en Surco valorizado en S/871.000. Precisamente ayer la policía detuvo en este inmueble al exfuncionario. Los mismos testigos afirman que C&T entregó S/133.000 a Víctor Noriega Reátegui, el sucesor de Villanueva en el Gobierno Regional de San Martín, “para que viabilice y apruebe la firma de la adenda y se reconozca el mayor presupuesto” en la obra en Jerillo.
El 17 de agosto de 2020, el realizó cuatro operativos en simultáneo en Lima y en la región San Martín vinculados a la investigación que le sigue al ex primer ministro César Villanueva por hechos ocurridos durante su gestión como gobernador y por la construcción de siete hospitales valorizados en S/398′309.026. Uno de los detenidos fue Juan Carlos Silva Dávila.

### Presuntos sobornos en Moquegua (atribuido a ICCGSA y OBRAINSA)
El fiscal Germán Juárez, del Equipo Especial Lava Jato, abrió una investigación preliminar contra el entonces presidente Martín Vizcarra por los presuntos sobornos que habría recibido del consorcio Obrainsa-Astaldi e ICCGSA, cuando era gobernador regional de Moquegua.
De acuerdo con el documento, los investigados son Martín Vizcarra, exgobernador regional; Elard Tejada Moscoso, exgerente general de Obrainsa; Fernando Castillo Dibós, exdirectivo de ICCGSA; Rafael Granados Cueto, exgerente comercial de ICCSA; José Manuel Hernández Calderón, exgerente de la supervisora Asesores Técnicos Asociados (ATA) y exministro del régimen de Pedro Pablo Kuczynski, y los que resulten responsables.
En noviembre de 2020, el Poder Judicial impuso un impedimento de salida del país durante 18 meses al expresidente Martín Vizcarra. En febrero del 2021, la Fiscalía solicitó 18 meses de prisión preventiva en contra del expresidente, pero esta petición fue desestimada por el Poder Judicial y a cambio ordenó comparecencia restringida para el ex gobernante.

### Presuntos Sobornos en Arequipa (atribuido a ICCGSA)
En octubre del 2020, el fiscal Germán Juárez Atoche, miembro del equipo especial Lava Jato, inició la investigación preliminar de ocho meses contra la exgobernadora de Arequipa, Yamila Osorio, por presuntos pagos ilícitos de la empresa ICCGSA a cambio de la concesión de la carretera Variante de Uchumayo en el 2015.
Los aspirantes a colaboradores eficaces N.º 01-2019 y 13-2019 manifestaron ante la Fiscalía cómo se habrían coordinado los pagos para obtener la suscripción del contrato de la obra “Mejoramiento de la carretera Variante Uchumayo, entre el puente San Isidro y la vía de Evitamiento, distrito de Sachaca, Yanahuara y Cerro Colorado, Arequipa”. En la investigación también fue incluido el dueño de ICCGSA Fernando Castillo Dibós y el gerente de la empresa Rafael Granados. El 1 de noviembre, la Fiscalía solicitó 18 meses de impedimento de salida del país para la exgobernadora regional de Arequipa por los presuntos delitos de cohecho y asociación ilícita, pero esta fue desestimada por el Poder Judicial, quien alego que faltaban medios probatorios para imponer la medida restrictiva en contra de la exgobernadora.

### Coimas a Autoridades Regionales (atribuido a OBRAINSA)
En un informe del colaborador eficaz 10-2018, se precisó que la constructora realizó pagos a Jorge Acurio Tito y Wilfredo Oscorima, entre los años 2012 y 2015. A ellos se suma Martín Vizcarra, quien supuestamente habría recibido coimas por S/ 1 millón para otorgar la buena pro en el proyecto Lomas de Ilo, cuando era gobernador regional de Moquegua.
En mayo de 2012, cuando Jorge Acurio era gobernador regional del Cusco, le otorgó la buena pro para la red vial N.º 3 al Consorcio Peruano de Conservación, que estaba conformado por Obrainsa y CONCAR SA (subsidiaria de Graña y Montero). Por esta licitación se desembolsó la suma de S/ 226 376 983.
Además, a CONCAR SA se le admitió para la realización de la red vial N.º 1. No obstante, en este caso Obrainsa no aparecía como parte del consorcio, pero sí como asociada.
El aspirante a colaborador eficaz informó que, por la adjudicación de estas obras, el consorcio se comprometió a pagar el 3% del costo total de cada proyecto a Acurio Tito, es decir, una suma de S/ 14 118 155, según Cuarto Poder.
Incluso, el cooperante dijo que el intermediario entre las empresas y el gobernador cusqueño era Renato Ribeiro Bortoletti, exfuncionario de Odebrecht, quien también es indagado por el caso Vía Evitamiento de dicha región. Fue el brasileño quien indicó que debían pagar un adelanto a Acurio de S/ 4 248 087.
A Acurio Tito se le entregó un segundo pago en mayo de 2013 por la cantidad de S/ 1 619 960, dinero que le habría sido llevado personalmente por el propio Elard Tejeda, exgerente de Obrainsa.
En enero de 2015, Wilfredo Oscorima era el gobernador de Ayacucho. A este, Obrainsa le otorgó S/ 856.000 para adjudicarles la obra de rehabilitación de la carretera Condorcocha Vilcashuamán, pese a que en este proyecto la constructora figurada como subcontratista. En este caso, Tejeda Moscoso también entregó el dinero de forma personal.

## Acciones

### Investigación de empresarios involucrados
El Poder Judicial ordenó 18 meses de prisión preventiva para cuatro involucrados en el caso del 'Club de la construcción', que se dictó el 25 de enero del 2018. Entre ellos, el exfuncionario del MTC, Carlos García Alcázar; el lobysta, Rodolfo Prialé de la Peña; y los empresarios Elard Tejeda Moscoso y Humberto Prevoo Neira. Tras acogerse a la colaboración eficaz, Carlos García y Rodolfo Priale pasaron a Arresto Domiciliario.
La Fiscalía solicitó la prisión preventiva por 18 meses para José Paredes Rodríguez (hermano del exministro Carlos Paredes), así como para José Fernando Castillo Dibós (expresidente de la empresa ICCGSA), Edgard Ricardo Unzueta Zegarra (gerente comercial de la constructora brasileña Andrade Gutierrez) y Javier Lei Siucho (representante de la constructora CyM). En la audiencia realizada el 21 de mayo de 2019, la jueza María de los Ángeles Álvarez Camacho aceptó imponer la prisión preventiva a José Paredes Rodríguez, al considerar que existían graves elementos de convicción sobre la comisión de presuntos delitos que se le imputaban, además de peligro de fuga y de obstaculización procesal. La misma medida se aplicó para el empresario, Javier Lei Siucho por la sala de apelaciones del Poder Judicial. En cuanto a Castillo Dibós y Ricardo Zegarra, la misma fiscalía retiró su pedido de prisión preventiva y pidió solo comparecencia restringida para ambos.
También, el Poder Judicial ordenó, a pedido del entonces procurador ad hoc Jorge Ramírez, el embargo de 288 bienes vinculados a los procesados. La finalidad de esta medida es asegurar el cobro de una reparación civil. Por pedido del fiscal Germán Juárez, la jueza María de los Ángeles Álvarez declaró fundado la incorporación de 16 empresas en el caso “Club de la Construcción”: GyM S.A., Obras de Ingeniería S.A.C. - Obrainsa, ICCGSA, CASA, Constructora Málaga Hermanos S.A., Johe S.A., San Martín Contratistas Generales S.A., Grupo Plaza S.A., Queiroz Galvao S.A. Sucursal del Perú, Andrade Gutiérrez Engenheharia S.A. Sucursal del Perú S.A., Mota Engil S.A., Superconcreto del Perú S.A., Energoprojekt Niskograndja S.A. Sucursal del Perú, Conalvias Construcciones S.A.C, Obrascon Huarte Lain S.A. Surcursal del Perú y Constructores y Mineros Contratistas Generales S.A.C. El fiscal tendrá la opción de declarar a la empresa, el cierre temporal, la prohibición de contratar con el estado o establecer una multa.

### Graña y Montero se acoge a la colaboración eficaz
En 2019, la empresa constructora Graña y Montero inició el proceso para acogerse a la colaboración eficaz con la Fiscalía, siendo la primera empresa peruana implicada en el caso Odebrecht en hacerlo. La colaboración se ha hecho a título corporativo y no alcanza a los exdirectivos de la empresa.
Como parte de dicho proceso, Graña y Montero empezó a dar información a la Fiscalía. Admitió que, cuando formó parte del consorcio Vial Quinua, junto con las empresas ICCGSA y EIVI, pagó una coima de S/ 12.5 millones a manera de reembolso, por la adjudicación de una obra licitada por Pro Vías Nacional (dependiente del Ministerio de Transportes y Comunicaciones), bajo el esquema ilícito del Club de la Construcción. Esa obra era el proyecto de rehabilitación y mejoramiento de la carretera Quinua-San Francisco, tramo 2, en Ayacucho. La coima total fue de S/ 35 millones, que fue pagada por ICCGSA. A su vez, Graña y Montero entregó a esta empresa S/ 12.5 millones, como la parte que le correspondía en la coima, a manera de reembolso. La obra, valorada en S/ 476.7 millones, terminó costando más. Ello ocurrió en el gobierno de Ollanta Humala.

### Multa de la Indecopi
En 2021, Indecopi sancionó a 32 empresas involucradas en el caso Club de la Construcción. La suma de las multas fue de más de dos mil millones de soles.

## Investigados más importantes
- Ollanta Humala Tasso, presidenta del Perú: En este caso esta bajo investigación preliminar por presuntos sobornos recibidos mientras fue presidente de la República.

- Martín Vizcarra Cornejo, presidente del Perú: Con 18 meses de impedimento de salida del país por presuntos sobornos recibidos mientras fue gobernador de la región Moquegua.

- Nadine Heredia Alarcón, primera dama del Perú: Con comparecencia restringida -en este caso- por presuntamente haber recibido sobornos del Club de la Construcción.

- César Villanueva Arévalo, ex primer ministro: En Investigación Preliminar -en este caso- por presuntamente haber recibido sobornos por la Construcción de Hospitales.

- Keiko Fujimori Higuchi, excongresista de la República: Con comparecencia restringida por el presunto financiamiento ilegal de su campaña presidencial en el año 2016.

- Pedro Pablo Kuczynski Godard, presidente del Perú: Con 30 meses de impedimento de salida del país por presuntos aportes ilegales en su campaña del 2016.

- Alfonso Grados Carraro, exministro de Trabajo: Con 30 meses de impedimento de salida del país por presuntos aportes irregulares de campaña.

- Yamila Osorio Delgado, exgobernadora regional de Arequipa: Investigada por presuntos sobornos en obras cuando fue gobernadora de Arequipa.